# Bonfire Studios
Bonfire Studios — американская компания, занимающаяся разработкой компьютерных игр. Расположена в Техасе. Команда состоит в основном из бывших сотрудников Ensemble Studios, распущенной Microsoft, которой она принадлежала. Другая часть ушедших работников основала студию Robot Entertainment.
Студия успела выпустить социальную игру We Farm, затем в 2010 году была куплена Zynga и переименована в Zynga Dallas.

## Внешние ссылки
- Официальный сайт Bonfire Studios